# Ruelisheim
Ruelisheim (Rulisheim in tedesco) è un comune francese di 2 459 abitanti situato nel dipartimento dell'Alto Reno nella regione del Grand Est. Si trova a 11 chilometri da Mulhouse, e 36 dalla città svizzera di Basilea.

## Società

### Evoluzione demografica
Abitanti censiti